# Nobel-familien
Nobel-familien er en prominent svensk familie med tætte historiske relationer til Sverige, Rusland og Aserbajdsjan. Familiens medlemmer tilbage i tiden tæller bl.a. våbeningeniøren Immanuel Nobel og dennes søn Alfred Nobel, opfinderen af dynamit og stiferen af Nobelpriserne.

## Slægtens historie

### Ophav
Slægten Nobels stamfader var dommer Peter Nobelius (1655-1707) født i Östra Nöbbelöv i Skåne. Navnet Nobelius var en latinisering af Nöbbelöv. Peter Nobelius giftede sig med Wendela Rudbeck (1668-1710), datter af den svenske videnskabsmand Olaus Rudbeck den Ældre. Det var Peter Nobelius' sønnesøn Immanuel Olof Nobelius (1757-1839), der ændrede navnet til Nobel.